# Pape Samba Kane
Pour les articles homonymes, voir Kane.
 (janvier 2019).
Si vous disposez d'ouvrages ou d'articles de référence ou si vous connaissez des sites web de qualité traitant du thème abordé ici, merci de compléter l'article en donnant les références utiles à sa vérifiabilité et en les liant à la section « Notes et références ».
Pape Samba Kane est un journaliste de la presse satirique et politique, écrivain et essayiste sénégalais.

## Biographie
Pape Samba Kane a fait ses premières armes à partir de 1981 au Politicien, journal satirique fondé par Mame Less Dia au milieu des années 70. À 54 ans, PSK – comme on l'appelle familièrement – a été à l'origine de bien des journaux dans son pays.
En 1987, avec une dizaine de journalistes dissidents du Politicien, ils fondent Le Cafard libéré, hebdomadaire satirique qui marque une rupture avec l'amateurisme qui frappait le genre et la presse sénégalaise en général. Il sera dit plus tard que cet hebdomadaire, qui revendiquait ouvertement une référence – PSK dit une « révérence » – au Canard enchaîné, bible du genre, aura donc réinventé le journalisme satirique en Afrique. Pape Samba Kane y aura grandement contribué, en tant qu'éditorialiste. Il y aura surtout contribué à travers sa rubrique "Profil" où, pendant une décennie, à travers des portraits de personnalités publiques, sénégalaises comme étrangères, il aura lui, comme dit Mame Less Camara, journaliste sénégalais, référence dans son pays : « donné à ce genre ce qu'on peut considérer en toute rigueur comme des titres de noblesse » (préface d'un livre de PSK, Mémoire corrective – Tome I).
Proche des milieux artistiques sénégalais qu'il a fréquentés de près, avant d'embrasser une carrière de journaliste, il a travaillé dans le cinéma avec Ben Diogaye Bèye et Cheikh Ngaïdo Ba, écrit des nouvelles, s'adonne à la peinture en dilettante et joue de la flûte.
Paradoxalement, PSK, s'est spécialisé dans les analyses et commentaires politiques qui font qu'il est aujourd'hui parmi les journalistes expérimentés sollicités par les médias pour décrypter l'actualité politique au Sénégal et dans le monde. Il a, en tant que journaliste, très peu écrit sur l'art à ses débuts en journalisme. Il justifie son intérêt pour la politique et les hommes politiques ainsi : "Le monde politique est un monde où les pulsions humaines sont grossies à l'extrême. On y rencontre les amitiés les plus sublimes, mais en même temps les trahisons les plus abjectes, le désintéressement et la veulerie y cohabitent sans complexe. Ce monde permet de mieux saisir l'homme dans sa complexité profonde ; finalement, les hommes qui font de la politique me passionnent plus que la politique elle-même. C'est peut-être pour ça que je me suis adonné dix ans au portrait". C'étaient ses premiers pas vers le journalisme d'investigation, conclura-t-il.[réf. nécessaire]

## Parcours
- Reporter, puis chroniqueur au Politicien, journal satirique (1981-1986)
- Membre fondateur  et directeur du Cafard libéré, journal satirique (1987-1996)
- Fondateur et directeur du mensuel panafricain de prospective Démocraties (1992-1996)
- Concepteur, cofondateur et directeur du quotidien Le Matin (1997-1999)
- Concepteur, cofondateur, associé et directeur du quotidien L’Info 7 (1999-2002)
- Propriétaire unique, éditeur et directeur du défunt quotidien TAXI-Le journal (2002-2004)

## Œuvres
- Portrait satirique d’un président de la République. Abdou Diouf  : bonbons, braises et coton, le plan de vol d’un aigle, La Société générale d'édition et les Éditions démocratiques, 1992, 80 p.
- Mémoire corrective, tome I, Éditions Platon, 2003, 164 p. recueil de portraits, sur le mode satirique, de personnalités sénégalaises parus dans le Cafard Libéré entre 1987 et 1991
- Le poker menteur des hommes politiques, casinos et machines à sous au Sénégal : les Corses jettent une ombre sur nos lois, Éditions sentinelles, 2006, 269 p.  (ISBN 9782915391039) une enquête approfondie sur une tentative illégale d’implantation de casinos dans les bas quartiers de Dakar par la mafia corse soutenue par des hommes politiques locaux
- Les Écrits d’Augias : Les pages sombres de la presse, PolyGone, 2009, 189 p. essai sur les manquements professionnels, le mauvais usage de la langue et les dérives éthiques dans la presse sénégalaise
- Sabaru Jinne. Les tam-tams du diable, roman- 280 P. -Les Editions Feu de brousse, Dakar/Sénégal, Juin 2015
- À paraître : Mémoire corrective, Tome II (recueil de portraits, sur le mode satirique, de personnalités sénégalaises parus dans le Cafard Libéré entre 1991 et 1996), 187 p.